# Tannheimer Tal

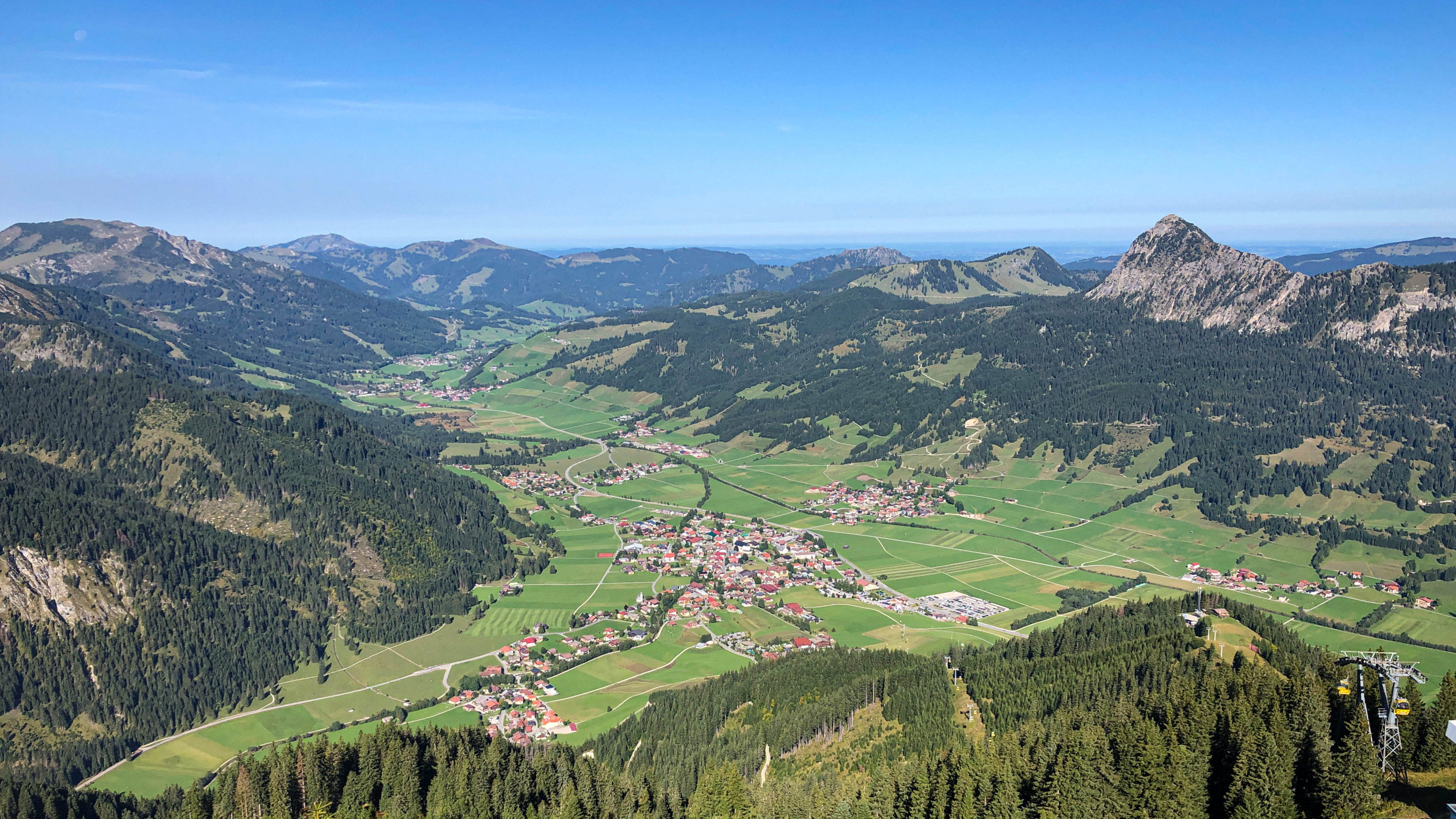
Tannheimer Tal, Blick vom Gipfel des Neunerköpfle nach Nordwesten, im Vordergrund liegt Tannheim.

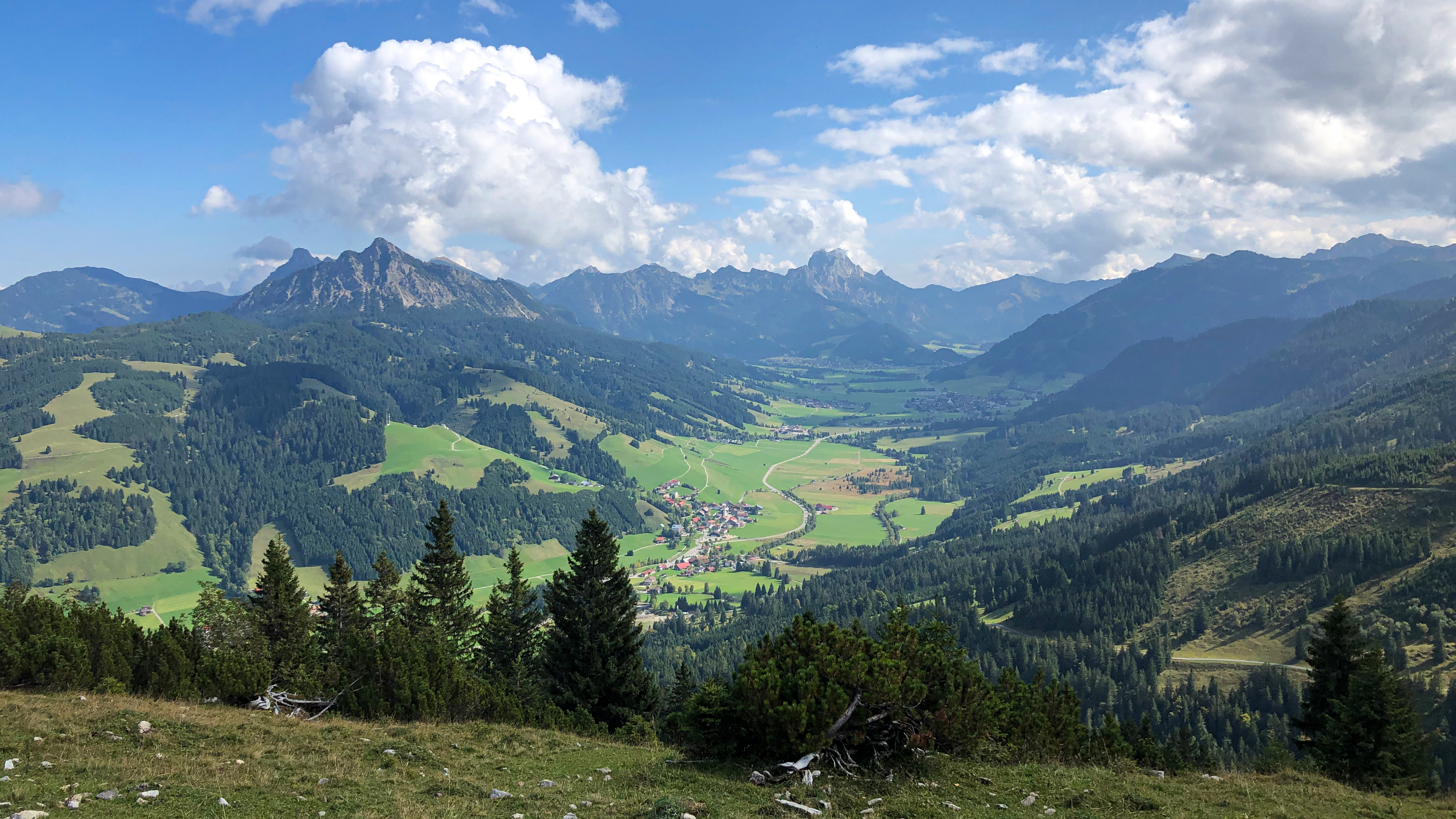
Tannheimer Tal – Blick vom Wannenjoch (Kühgundkopf) auf Zöblen.

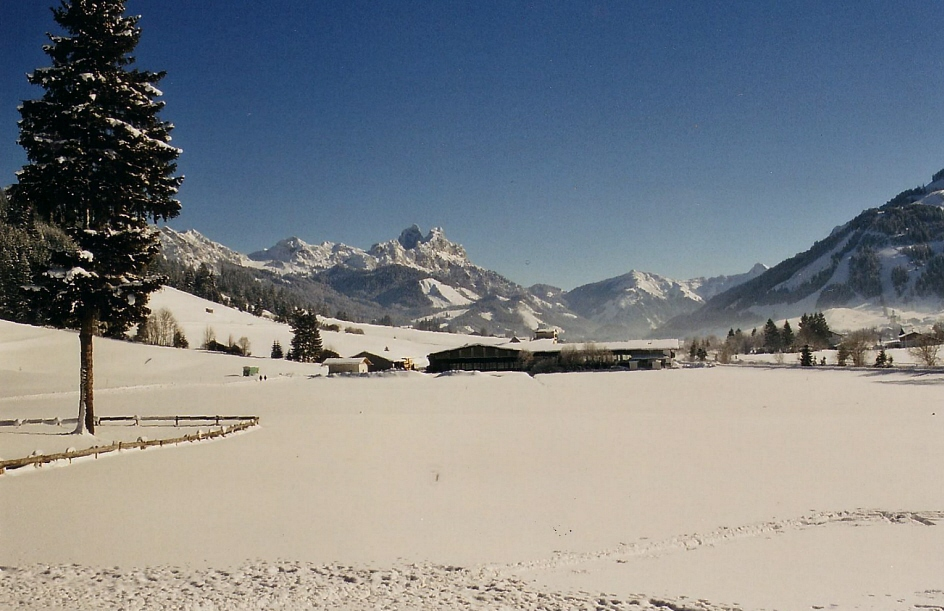
Tannheimer Tal im Winter

Das Tannheimer Tal ist ein etwa 1100 Meter hoch gelegenes Hochtal in den Tannheimer Bergen, einem Teil der Allgäuer Alpen im Tiroler Bezirk Reutte. Es ist ein linksseitiges Nebental des Lechtales von rund 20 Kilometern Länge mit breiter Talsohle.

## Geographie
Das Tal zweigt als Hängetal bei Weißenbach vom oberen Lechtal nach Westen ab, führt über den Gaichtpass und Nesselwängle zu einer Talwasserscheide auf rund 1140 m ü. A. vor dem Haldensee. Der bisher genannte Talabschnitt entwässert über Nesselwängler Ache, Warpsbach und Weißenbach insgesamt etwa südöstlich zum Lech bei Weißenbach.
Das Wasser des Haldensees dagegen fließt zunächst westwärts in der Berger Ache Richtung dem für den Talzug namengebenden Tannheim. Dort mündet diese in die aus einem engeren Tal vom Vilsalpsee im Süden kommende Vils. Dieser andere Talabfluss verläuft in einem großen, nach Westen ausholenden Bogen um die Tannheimer Berge, zunächst in langsam schmaler werdendem Tal nach Westen und Nordwesten über Zöblen bis Schattwald, das am Ostfuß des Oberjochpasses liegt, der nach Bayern führt.
Unterhalb des Vilsfalls wird die nun zunächst nordwärts laufende Fortsetzung des Tals zum eingekerbten oberen Vilstal, das über die bayerische Grenze wechselt, bei Pfronten sich zum Trogtal erweitert und auf Ostlauf über die Grenze zurück nach Tirol bei der Stadt Vils flussabwärts des Weißenbachs wieder ins Tal des Lechs mündet.
Gerahmt wird das Tal durch Gebirgsgruppen und auffallende Berge:
- im Nordosten durch die schrofigen Klettergipfel Schartschrofen, Rote Flüh, Gimpel und Kellenspitze;
- im Süden durch die Kette der Vilsalpseeberge, unter anderem durch Krinnenspitze, Kugelhorn, Rauhhorn, Gaishorn, Ponten, Bschießer und Kühgundkopf;
- im Nordwesten durch den Einstein, den Aggenstein und das Brentenjoch.

## Gemeinden
Gemeinden im Tannheimer Tal sind Nesselwängle, Grän, Tannheim, Zöblen und Schattwald. Sie bilden zusammen den Tiroler Planungsverband Tannheimer Tal. Zu diesem gehört auch die Gemeinde Jungholz, eine funktionale Enklave in Bayern. Die sechs Gemeinden des Planungsverbandes haben 3276 Einwohner (Stand 1. Jänner 2024) und eine Fläche von 127,2 km², davon 16,7 % Dauersiedlungsraum.
Typisch in den Ortschaften im Tannheimer Tal ist die geschindelte Wetterseite der Häuser im Westen und der Wohntrakt im Osten.

## Verkehrsanbindung
Durch das Tannheimer Tal führt die Tannheimer Straße B199. Sie zweigt in Weißenbach am Lech von der Lechtalstraße ab und führt über den Gaichtpass und das Tannheimer Tal zum Oberjochpass, wo sie in die deutsche B 308 übergeht.

## Geschichte
1377 wurde Tannheim eine eigene Pfarrei, bis dahin gehörte Tannheim zur Pfarrei St. Michael in Sonthofen (Allgäu).
Vom 16. bis ins 19. Jahrhundert wurde auf der Salzstraße, von der ein Abschnitt durch das Tal führt, Salz von Hall in Tirol über den Jochpass in den Bodenseeraum transportiert. Um 1780 verlor die Salzstraße im Zuge des Ausbaus der Arlbergstraße an Bedeutung.
Am 17. September 1796 konnten im Tannheimer Tal französische Truppen besiegt werden. Seither wird dieser Tag jährlich mit einem Festgottesdienst, Prozession und einem anschließenden Fest gefeiert. 1894 wurde das Tal per Telegraph mit Reutte verbunden. 1899 wurde die Straße zwischen Vilsrain und der Landesgrenze ausgebaut, 1900 wurde die neue Jochstraße in Betrieb genommen. 1907 wurde die Ortsstelle Nesselwängle als eine der ersten Ortsstellen der Bergrettung in Österreich gegründet. Im Ersten Weltkrieg mussten aus dem gesamten Tannheimer Tal 486 Mann einrücken, von denen 118 nicht mehr zurückkehrten. 1918 machten deutsche Truppen auf dem Weg zur Südfront Halt im Tannheimer Tal. 1930 wurde das Tannheimer Tal vom Luftschiff Graf Zeppelin überflogen. Durch die Tausend-Mark-Sperre kam der Fremdenverkehr 1933 fast völlig zum Erliegen.
Im Zweiten Weltkrieg blieb das Tal relativ unbehelligt. Erst im April 1945 besetzten SS-Truppen das Haldenseegebiet. Am 29. April eröffneten amerikanische Truppen das Feuer und schossen Grän in Brand. 23 Tote, fünf Verwundete und 15 abgebrannte Häuser waren die Folgen des Kampfes. Die deutschen Truppen zogen sich daraufhin hinter den Gaichtpass zurück und sprengten die Gemstobelbrücke. In der Nacht des 30. April wurde das Tal von Schattwald bis zum Vilsalpsee unter Granatfeuer genommen, wobei es wieder Tote und Verwundete gab. Am 6. Mai rückten französische Kampftruppen von Hindelang kommend im Tannheimer Tal ein und lösten die Amerikaner ab. Sie wurden 1947 nach zweijähriger Besatzung abgezogen.
1948 wurde in Jungholz der erste Skilift in Betrieb genommen, 1950 waren die Wiederaufbauarbeiten in der Gemeinde Grän abgeschlossen.

## Tourismus

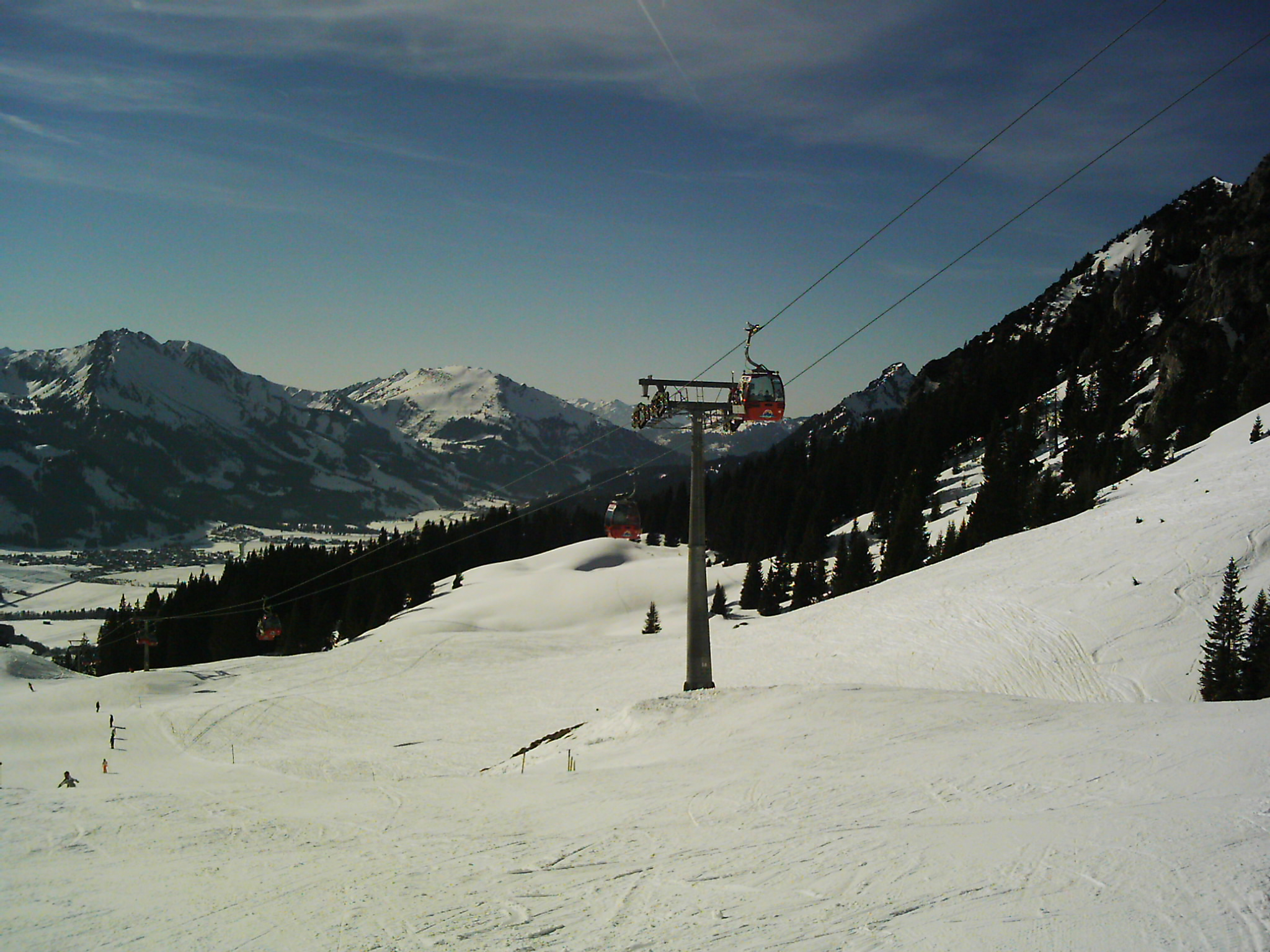
Füssener Jöchle Grän

In der Wintersaison gibt es im Tal sechs nicht direkt miteinander verbundene Skigebiete in Nesselwängle, Grän, Tannheim und die Skischaukel Zöblen/Schattwald. Jungholz hat ein eigenständiges Skigebiet. Insgesamt stehen 20 Lift- und Seilbahnanlagen mit 55 km präparierten Pisten zur Verfügung, dazu Langlaufloipen mit insgesamt 140 Loipenkilometern für den klassischen Langlauf wie auch Skating, präparierte Winterwanderwege und Rodelbahnen. Außerdem bietet das Tal verschiedene Veranstaltungen im Winter wie das Internationale Ballonfestival Tannheimer Tal oder den Ski-Trail Tannheimer Tal–Bad Hindelang. Im Sommer ist das Tannheimer Tal ein Wandergebiet, mit zahlreichen einfachen, mittleren und schweren Wander- und Mehrtagestouren. Des Weiteren bietet das Tal bzw. die Tannheimer Berge Kletterrouten und Klettersteige sowie eine Nordic Walking Arena, gut ausgebaute Fahrradwege, Rennrad- und Mountainbikestrecken.
Beide Seen im Tannheimer Tal (Haldensee und Vilsalpsee) werden im Sommer auch als Badeseen genutzt. Folgende Veranstaltungen finden jedes Jahr im Sommer statt: Seen-Lauf, Rad-Marathon, 24-Stunden-Wanderung, NaturFilmTage, Herz Jesu Feuer, Almabtriebe.